# Portland (Nouvelle-Zélande)
Portland est une localité située sur le côté ouest du mouillage de Whangarei Harbour (en) dans la région du Northland, dans l’ Île du Nord de la Nouvelle-Zélande.

## Situation
La ville de Whangarei est à environ 10 km vers le nord.

## Population
Les villes d’Otaika et de Portland ont ensemble une population de 1 047 habitants, selon le recensement de 2013 en Nouvelle-Zélande, en augmentation de 57 personnes par rapport au recensement de 2006.
Il y avait 513 hommes et 534 femmes.

## Activité économique
L’industrie majeure du secteur est la société des Ciment Portland, qui est le principal fabricant de ciment en Nouvelle-Zélande.
Elle a un quai de chargement spécialisé a niveau du port de Portland et des carrières dans le secteur de Tikorangi pour la chaux.
« Tikorangi » est une colline située vers l’ouest et qui culmine à 161 m  au-dessus du niveau de la mer,.

## Histoire
Les travaux de l’usine pour le ciment Portland, débutèrent sur Motu Matakohe ou Limestone Island (en) dans le mouillage de  Whangarei Harbour (en) en 1885, puis se déplacèrent vers la localité de Portland en 1916,.
L’usine de ciment est maintenant la propriété de la société "Golden Bay Cement", une division de Fletcher Building.
Historiquement la ville avait une station de chemin de fer de la ligne ligne du nord d’Aukland (en).

## Éducation
L’école de « Portland school » est une école mixte, publique, contribuant au primaire (allant de l’année 1 à 6), avec un effectif de 22 élèves en mars 2019.